# ミョルネル (モニター)
ミョルネル (Mjølner) はノルウェー海軍のモニター。ジョン・エリクソン級の4番艦。
スウェーデンのモータラ造船所で1868年に進水し、同年9月7日に引き渡された。
先に建造された「スコルピオネン」とほぼ同型で、常備排水量1490トン、全長62.33m、最大幅13.87m、満載吃水3.5m。機関は振動レバー蒸気機関1基と煙菅缶4基、出力450指示馬力で最大速力8ノット。または、排水量1515トン、長さ62.2m、幅13.9m、装甲厚が装甲帯124mm、甲板25mm、砲塔307mmで、機関出力460指示馬力、速力8.1ノット。もしくは「ジョン・エリクソン」（満載排水量1522トン、全長60.88m、最大幅13.54m、機関出力380指示馬力で、装甲厚は装甲帯1214mm、砲塔270mm）と同一。
兵装は「スコルピオネン」（アームストロング12.5口径10.5インチ前装施条砲連装1基）と同一。または、27cm前装施条砲2門と8cm砲1門。
1897年の改装で上構が設けられ、主砲はコッカリル12cm速射砲2門に換装された。1905年撮影の写真では上構は橋状のものとなっている。また、ホチキス50口径65mm砲2門とホチキス40口径37mm砲2門、ないしコッカリルの12.4cm砲2門と65mm砲2門とホチキス37mm回転砲2門が搭載された。
1869年6月21日、「ミョルネル」はオスロフィヨルドのクラーゲリョーで座礁。6月29日に離礁し、ホルテン海軍工廠で修理が行われた。修理は1967年7月7日に完了し、修理費用は約5000クローナであった。艦長と水先案内人は損害賠償を命じられたが、2年後に支払いは免除された。
1870年代、「ミョルニル」は時々スウェーデン西岸を訪問した。1898年からは係船状態となり、1905年のノルウェーとスウェーデンの同君連合の解消時には一時再就役した。1908年ないし1909年に解体のため売却された。